# مسابقات جهانی ژیمناستیک ریتمیک ۱۹۹۷
مسابقات جهانی ژیمناستیک ریتمیک ۱۹۹۷ بیست و یکمین دوره مسابقات جهانی ژیمناستیک ریتمیک است که در برلین، آلمان از ۲۳ تا ۲۶ اکتبر ۱۹۹۷ میلادی برگزار شده است.

## جدول مدال‌ها
| رتبه | کشور    | طلا | نقره | برنز | مجموع |
| ۱    | اوکراین | ۴   | ۱    | ۲    | ۷     |
| ۲    | روسیه   | ۳   | ۳    | ۳    | ۹     |
| ۳    | بلاروس  | ۰   | ۱    | ۰    | ۱     |
| ۴    | فرانسه  | ۰   | ۰    | ۲    | ۲     |